# Becicherecu Mare
Becicherecu Mare (în sârbă Zrenjanin, cu alfabetul chirilic: Зрењанин, în maghiară Nagybecskerek, în germană Großbetschkerek) este reședința districtului Banatul Central din Voivodina (Serbia). În 2011 orașul avea o populație de 75.743, în timp ce municipalitatea avea una de 122.714.
Becicherecul Mare este cel mai mare oraș din Banatul Sârbesc, al treilea ca mărime din Voivodina (după Novi Sad și Subotica) și al șaselea oraș din Serbia.

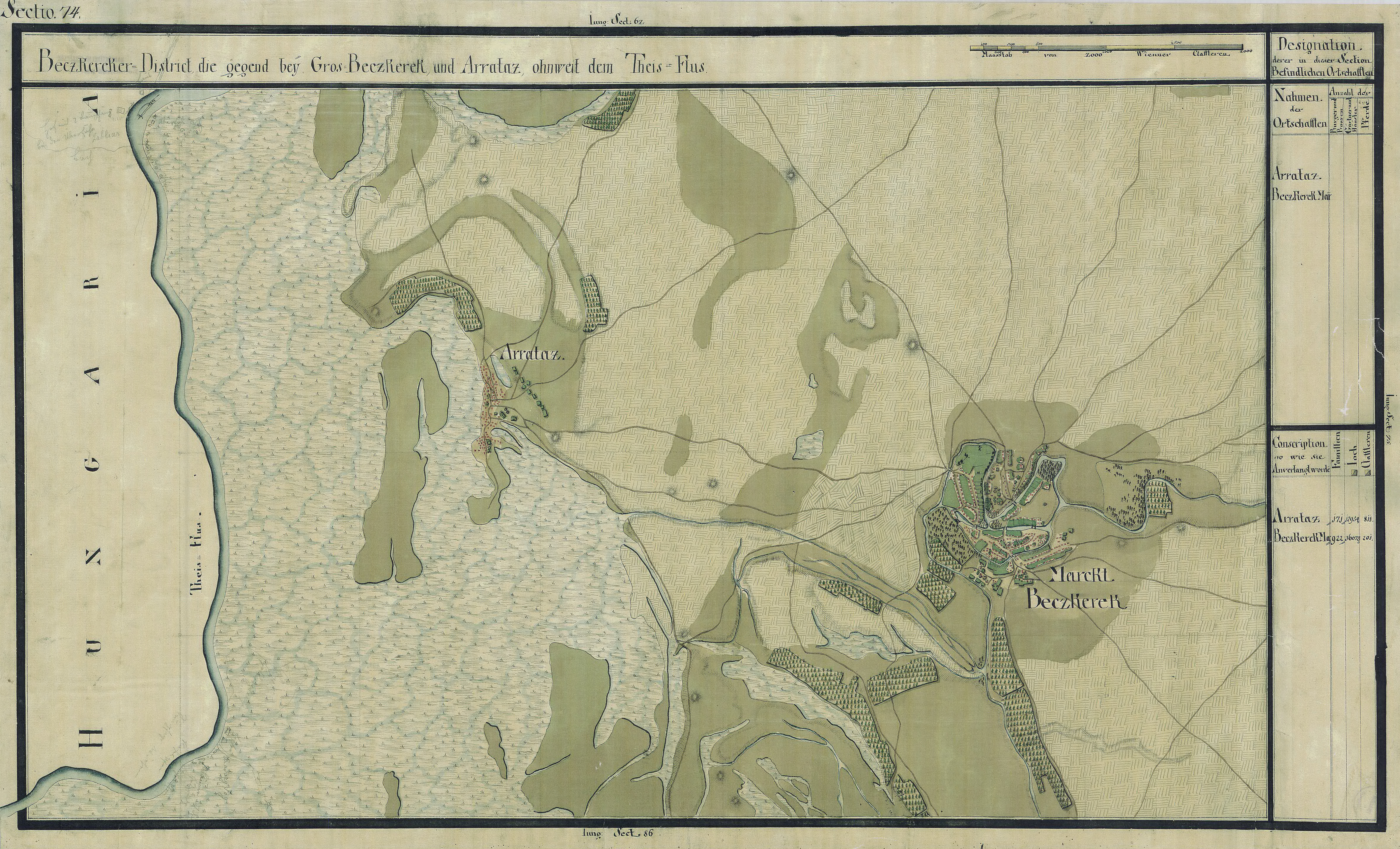
Becicherecu Mare în Harta Iosefină a Banatului, 1769-72

## Numele
Orașul este actualmente numit în onoarea și memoria comunistului voivodinian și partizanului Žarko Zrenjanin Uča (1902–1942). În trecut, orașul a fost numit Bečkerek (Бечкерек), sau Veliki Bečkerek (Велики Бечкерек). În anul 1935 orașul a fost redenumit în Petrovgrad (Петровград), în onoarea regelui Petru I al Serbiei.
În germană orașul este cunoscut sub denumirea de Großbetschkerek sau Betschkerek, iar în maghiară numele său este Nagybecskerek.
Se presupune faptul că denumirea inițială, Bečkerek/Becskerek, derivă din cuvântul maghiar kerek ("pădure") și numele unui nobil maghiar al secolului al XIV-lea, Imre Becsei. Așadar, într-o traducere ad litteram, semnificția numelui ar fi aceea de "pădurea lui Becsei". În limbile Banatului, acesta a primit de asemenea determinantul de "mare", cu scopul de a face o diferențiere între acesta și localitatea cu același nume din Banatul Românesc (Becicherecu Mic, Timiș).

## Turism
În Becicherecu Mare există multe puncte turistice precum: Primăria, Catedrala, Muzeul Național, Piața Libertății, strada Regele Alexandru I etc.
Hotelul "Voivodina" este situat în Piața Libertății. Există un punct de informare turistic în clădirea Muzeului Național (Subotićeva, nr. 1).

## Personalități
- Rudolf Wegscheider⁠(d) (1859 – 1935), chimist, profesor la Universitatea din Viena;
- István Fiedler (1871 – 1957), episcop al Diecezei de Oradea Mare;
- Zoran Tošić (n. 1987), fotbalist.